# Juego de niños (programa de televisión)
Juego de niños es un concurso televisivo español emitido por La 1 de Televisión Española entre 1988 y 1992, cuya producción se retomó en 2019. Los presentadores han sido Amparo Soler Leal (1988), Tina Sainz (1989), Ignacio Salas (1989-1990) y Xavier Sardà (1990-1992; 2019).

## Formato
La dinámica del concurso consiste en adivinar una palabra en la cual un grupo de niños son los encargados de dar las pistas. Concursan dos parejas formadas por un famoso y un concursante anónimo.
La forma de puntuar es mediante el gallifante, un animal imaginario creado por Miquel Obiols y Alberto Lemus, mitad gallo, mitad elefante. A medida que los concursantes aciertan los conceptos definidos por los niños, van ganando gallifantes (puntos) que, al terminar el programa, son cambiados por un premio en metálico para una organización sin ánimo de lucro aunque, en algunas etapas anteriores, el premio era para el propio concursante.
La sintonía es Pythagoras Trousers de la Penguin Cafe Orchestra.

### Fases
- Fase 1: Definiciones. Los famosos se enfrentan a definiciones de los niños sobre conceptos diversos de política, economía, familia, televisión, amor, internet, deportes, educación, oficios…
- Fase 2: Apuestas. Los concursantes se juegan 100 gallifantes y tienen que adivinar cómo se resolverá una incógnita acerca del comportamiento de un niño en secciones como ‘¿Y ahora qué?’, ‘Juego de exniños’ o ‘¿Qué me pongo?’.
- Fase 3: Trolas. Con 500 gallifantes en juego, cada uno de los concursantes explica varios episodios de su infancia y el otro concursante debe decir si cree que es verdadero o falso. Tras el recuento final, el ganador debe enfrentarse a la última prueba.
- Fase final: ‘El Gallifantazo’. Un panel final con 8 Gallicracks en el que el finalista puede ganar 1000 Gallifantes extra. Para ello, debe resolver el panel con ocho definiciones de ocho niñas y niños en tres minutos. Si lo completa, los gallifantes finales se convierten en dinero en metálico según la cotización del gallifante en ese momento. La cantidad es destinada íntegramente a la ONG, institución u organización solidaria que haya elegido.[4]

## Etapas
La primera etapa del concurso fue presentada por Amparo Soler Leal y se emitió semanalmente cada sábado sobre las 18:30 h entre el 5 de marzo y el 4 de junio de 1988. Entre los invitados a las diferentes ediciones del programa estuvieron Lydia Bosch y Antonio de Senillosa (30 de abril de 1988); Antonio Díaz Miguel y Montserrat Roig (14 de mayo de 1988) o Martirio y Pedro Almodóvar (4 de junio de 1988).
La segunda etapa del concurso contó con la presentación de Tina Sainz y con la novedad de emitirse los domingos ocupando el hueco dejado por Si lo sé no vengo. El estreno tuvo lugar el 8 de enero de 1989 y se emitió hasta el 2 de julio de ese mismo año.
Con la llegada de la tercera etapa, el presentador fue Ignacio Salas y los decorados pasaron a ser creación de Javier Mariscal. Las emisiones arrancaron el domingo 22 de octubre de 1989 y se postergaron hasta el 1 de julio de 1990.
Las etapas cuarta y quinta contaron con el mismo presentador, Xavier Sardà. La primera entrega de programas se difundió entre el 7 de octubre de 1990 y el 30 de junio de 1991 y la segunda, entre el 29 de septiembre de 1991 y el 5 de abril de 1992.
En 2013 se intentó emprender una nueva etapa del programa presentada por Xavier Sardà pero el consejo de administración de RTVE anuló el proyecto por falta de patrocinio. Sin embargo, TVE acabó dando luz verde a su "recuperación" en 2019, de nuevo con Xavier Sardá a la cabeza y contando en plató con los niños que en su día daban las pistas, ahora siendo adultos. Además, contó con la colaboración de José Corbacho y Juan Carlos Ortega, encargándose el primero de realizar un balance de las definiciones que dan los niños y de cómo actúan tanto los concursantes como el presentador, además de introducir en plató a los "exniños" y de plantear la prueba final, mientras que el segundo revisa de forma humorística vídeos de niños y niñas grabados en las escuelas en "Lo que el Gallifante no ve, pero Ortega sí". Esta etapa del concurso, estrenada el 4 de mayo de 2019, fue producida por Visiona TV y constó de 13 entregas que pasarían de durar 45 minutos a 90.

## Episodios y audiencias

### Juego de niños (2019)
| N.º | Invitados                                     | Fecha de emisión    | Audiencia        |
| --- | --------------------------------------------- | ------------------- | ---------------- |
| 1   | Berto Romero y Miguel Ángel Muñoz             | 4 de mayo de 2019   | 1 209 000 (8,4%) |
| 2   | Miki Núñez y Llum Barrera                     | 11 de mayo de 2019  | 771 000 (5,4%)   |
| 3   | Marta Hazas y Àngel Llàcer                    | 25 de mayo de 2019  | 1 118 000 (8,5%) |
| 4   | Alaska y Mario Vaquerizo                      | 1 de junio de 2019  | 721 000 (5,4%)   |
| 5   | Carlos Latre y Elena Furiase                  | 8 de junio de 2019  | 842 000 (6,4%)   |
| 6   | Ana Guerra y Raquel Sánchez Silva             | 15 de junio de 2019 | 752 000 (5,8%)   |
| 7   | La Terremoto de Alcorcón y Javier Veiga       | 22 de junio de 2019 | 490 000 (4,0%)   |
| 8   | Boris Izaguirre y El Sevilla                  | 29 de junio de 2019 | 622 000 (5,6%)   |
| 9   | Manuel Díaz "El Cordobés" y Virginia Troconis | 6 de julio de 2019  | 642 000 (6,1%)   |
| 10  | Alfred García y Sara Escudero                 | 13 de julio de 2019 | 495 000 (4,8%)   |
| 11  | Eduardo Casanova e Itziar Castro              | 20 de julio de 2019 | 565 000 (5,4%)   |
| 12  | Bibiana Fernández y Edu Soto                  | 27 de julio de 2019 | 446 000 (4,1%)   |
| 13  | Alejo Sauras y Dafne Fernández                | 3 de agosto de 2019 | 638 000 (6,5%)   |

## Audiencia media
| Edición              | Temporada | Programas | Fecha | Cadena | Espectadores | Cuota |
| -------------------- | --------- | --------- | ----- | ------ | ------------ | ----- |
| [ 1 ] Juego de niños | 1         | —         | 1988  | La 1   | —            | —     |
| [ 2 ] Juego de niños | 2         | —         | 1989  | La 1   | —            | —     |
| [ 3 ] Juego de niños | 3         | —         | 1990  | La 1   | —            | —     |
| [ 4 ] Juego de niños | 4         | —         | 1991  | La 1   | —            | —     |
| [ 5 ] Juego de niños | 5         | —         | 1992  | La 1   | —            | —     |
| [ 6 ] Juego de niños | 6         | 13        | 2019  | La 1   | 843 000*     | 6,2%* |